# 셀러브리티 (영화)
《셀러브리티》(영어: Celebrity)는 미국에서 제작된 우디 앨런 감독의 1998년 코미디 드라마 영화이다. 케네스 브래나 등이 출연하였고, 진 두메이니언 등이 제작에 참여하였다.

## 줄거리
리 사이먼은 성공하지 못한 소설가에서 여행 작가로 전향한 인물로, 16년간의 결혼 생활 후 중년기 위기와 그로 인한 불안정한 아내 로빈(전직 영어 교사)과의 이혼에 뒤이어 유명인 저널리즘에 몰두한다.
연예계에서 활동하는 공연자, 모델, 그리고 다른 인물들과의 전문적인 만남과 성적인 외도를 겪으면서, 리는 삶의 목적에 대해 점점 더 의문을 품게 된다. 그는 명성 추구, 불안감, 그리고 신경증 때문에 수많은 기회를 망친다.
한편, 로빈은 여러 신경증을 뒤로하고 화장과 텔레비전 프로듀서 토니 가델라와의 일을 통해 자신만의 유명인 인터뷰 프로그램을 얻게 된다. 그녀는 수많은 기회를 활용하여 행복하고 성공적인 삶을 살게 된다.

## 출연진
- 케네스 브래나
- 주디 데이비스
- 위노나 라이더
- 리어나도 디캐프리오
- 멜러니 그리피스
- 팜커 얀선
- 조 만테이니아
- 샬리즈 세런
- 그레천 몰
- 마이클 러너
- 아이작 미즈라히
- 비비 뉴워스
- 행크 어제리아
- 더글러스 맥그래스
- J.K. 시먼스
- 딜런 베이커
- 데브라 메싱
- 앨리슨 재니
- 케이트 버턴
- 토니 시리코
- 실리아 웨스턴
- 아이다 터투로
- 로리 배글리
- 데이비드 마귤리스
- 제프리 라이트
- 토니 대로
- 에이드리언 그레니에이
- 샘 록웰
- 그레그 머톨라
- 도널드 트럼프
- 이언 서머홀더
- 캐런 더피
- 앙드레 그레고리

## 기타 제작진
- 공동 제작: 리처드 브릭, 찰스 H. 조피, 잭 롤린스, 레티 에런슨
- 배역: 로라 로즌솔, 줄리엣 테일러
- 미술: 산토 로콰스토
- 의상: 수지 벤징어